# Isole della Groenlandia
Di seguito è riportata la lista delle isole della Groenlandia (è esclusa la Groenlandia stessa).
Le isole sono ordinate per comune (Avannaata, Kujalleq, Qeqertalik, Qeqqata e Sermersooq), poi in ordine alfabetico.

## Avannaata
- Alluttoq
- Appasuak
- Appat
- Appat
- Crozier
- Franklin
- Illorsuit
- Hans
- Herbert Ø
- Holms
- Kiatak
- Nutaarmiut
- Qaarsorsuaq
- Qeqertaq
- Qeqertarsuaq
- Qeqertarsuatsiaq
- Qutdlikorssuit
- Salliaruseq
- Skalø
- Upernivik Ø

## Kujalleq
- Itilleq
- Pamialluk
- Sammisoq
- Sermersooq

## Qeqertalik
- Disko Ø
- Qeqertaq

## Sermersooq
- Akilia
- Ammassalik Ø
- Ilimananngip Nunaa
- Qiianarteq
- Skjoldungen
- Storø
- Timmiarmiit
- Upernattivik

## Parco nazionale della Groenlandia nordorientale
- Clavering Ø
- Edvard Ø
- Ella Ø
- Gamma Ø
- Geographical Society Ø
- Godfred Hansen Ø
- Hazen
- Hendrik Ø
- Île de France
- John Murray Ø
- Kaffeklubben Ø
- Kuhn Ø
- Lindhard Ø
- Lockwood Ø
- Lynn Ø
- Nares
- Norske Øer
- Oodaaq
- Prinsesse Dagmar Ø
- Prinsesse Margrethe Ø
- Prinsesse Thyra Ø
- Sabine Ø
- Schnauder Ø
- Shannon
- Store Koldewey
- Sverdrup Ø
- Traill Ø
- Ymer Ø